# شهرستان بلدسو (تنسی)
شهرستان بلدسو، تنسی (به انگلیسی: Bledsoe County, Tennessee) یک سکونتگاه مسکونی در ایالات متحده آمریکا است که در تنسی واقع شده‌است.

## خصوصیات
شهرستان بلدسو ۱٬۰۵۳ کیلومترمربع مساحت دارد.